# Tour der neuseeländischen Rugby-Union-Nationalmannschaft nach New South Wales 1920
| Tour der All Blacks nach New South Wales 1920 | Tour der All Blacks nach New South Wales 1920 | Tour der All Blacks nach New South Wales 1920 | Tour der All Blacks nach New South Wales 1920 | Tour der All Blacks nach New South Wales 1920 |
| Übersicht                                     | S                                             | G                                             | U                                             | N                                             |
| --------------------------------------------- | --------------------------------------------- | --------------------------------------------- | --------------------------------------------- | --------------------------------------------- |
| Sonstige Spiele                               | 10                                            | 9                                             | 1                                             | 0                                             |
| Gesamt                                        | 10                                            | 9                                             | 1                                             | 0                                             |

Die Tour der neuseeländischen Rugby-Union-Nationalmannschaft nach New South Wales 1920 umfasste eine Reihe von Freundschaftsspielen der All Blacks, der Nationalmannschaft Neuseelands in der Sportart Rugby Union. Das Team reiste im Juli und August 1920 durch den australischen Bundesstaat New South Wales, wobei es zehn Spiele bestritt. Dazu gehörten zwei Spiele in Neuseeland zur Vorbereitung und zum Abschluss sowie acht weitere Spiele gegen Auswahlteams.
Nach dem Ersten Weltkrieg war der Rugby-Union-Spielbetrieb in Australien zunächst nur in New South Wales wieder aufgenommen worden (viele Spieler wechselten zu Rugby League, vor allem in Queensland), sodass offizielle Test Matches mit der australischen Nationalmannschaft erst 1929 wieder stattfanden. 1986 sprach die Australian Rugby Union den Spielen, welche das Auswahlteam New South Wales Waratahs zwischen 1920 und 1928 gegen internationale Mannschaften bestritten hatte, den Status von Test Matches zu, während die New Zealand Rugby Union diese Spiele bis heute nicht als solche anerkennt. 

## Spielplan
- Hintergrundfarbe grün = Sieg
- Hintergrundfarbe gelb = Unentschieden

(Ergebnisse aus der Sicht Neuseelands)
| #  | Datum           | Gegner                                                | Ort              | Stadion              | Ergebnis |
| -- | --------------- | ----------------------------------------------------- | ---------------- | -------------------- | -------- |
| 01 | 10. Juli 1920   | Auckland Rugby Football Union                         | Auckland         | Eden Park            | 11:11    |
| 02 | 14. Juli 1920   | Manawatu & Horowhenua & Wanganui Rugby Football Union | Palmerston North | Showgrounds Oval     | 39:0     |
| 03 | 24. Juli 1920   | New South Wales Waratahs                              | Sydney           | Sydney Sports Ground | 26:15    |
| 04 | 28. Juli 1920   | Manning River District                                | Taree            | Taree Ground         | 70:9     |
| 05 | 31. Juli 1920   | New South Wales Waratahs                              | Sydney           | Sydney Sports Ground | 14:6     |
| 06 | 02. August 1920 | Sydney Rugby Union                                    | Sydney           | Showground           | 20:11    |
| 07 | 04. August 1920 | New South Wales XV                                    | Sydney           | Sydney Sports Ground | 31:18    |
| 08 | 07. August 1920 | New South Wales Waratahs                              | Sydney           | Sydney Sports Ground | 24:13    |
| 09 | 11. August 1920 | Sydney Rugby Union                                    | Sydney           | University Oval      | 79:5     |
| 10 | 18. August 1920 | Wellington Rugby Football Union                       | Wellington       | Athletic Park        | 38:3     |

## Anmerkung
1. 1 2 3  Wird nur vom australischen Verband als Test Match anerkannt, jedoch nicht vom neuseeländischen Verband.